# Leucauge caucaensis
Leucauge caucaensis là một loài nhện trong họ Tetragnathidae.
Loài này thuộc chi Leucauge. Leucauge caucaensis được Embrik Strand miêu tả năm 1908.